# 효청보건고등학교
효청보건고등학교(曉靑保健高等學校)는 대한민국 경상북도 경주시 외동읍 모화리에 있는 사립 고등학교이다.

## 학교 연혁
- 1978년 11월 8일 : 학교법인 송암학원 및 태화종합고등학교 설립 인가
- 1979년 3월 5일 : 초대 강임술 교장 취임
- 1979년 3월 5일 : 제1회 입학식
- 1982년 2월 16일 : 제1회 졸업식
- 2003년 7월 16일 : 태화고등학교로 교명 변경
- 2009년 7월 31일 : 이지태 이사장 취임
- 2011년 2월 9일 : 효청학원으로 학원명 변경
- 2013년 7월 9일 : 경상북도교육청 지원 특성화고등학교 지정
- 2014년 8월 29일 : 학생 기숙사(효청생활관) 준공
- 2016년 3월 1일 : 효청보건고등학교로 교명 변경
- 2020년 8월 20일 : 체육관(해오름관) 준공
- 2021년 7월 18일 : 강당 및 북카페 준공
- 2022년 12월 30일 : 운동장 천연잔디 조성
- 2023년 1월 6일 : 제42회 졸업식(69명, 총 졸업생수 9,763명)
- 2023년 9월 1일 : 제8대 진상원 교장 취임
- 2024년 3월 4일 : 제46회 입학식(89명)

## 설치 학과
- 보건간호과
- 금융정보과
- 건강코디네이터과
- 기업경영관리과

## 참고 자료
- 효청보건고등학교 - 한국교육학술정보원 학교알리미